# Ten American Painters

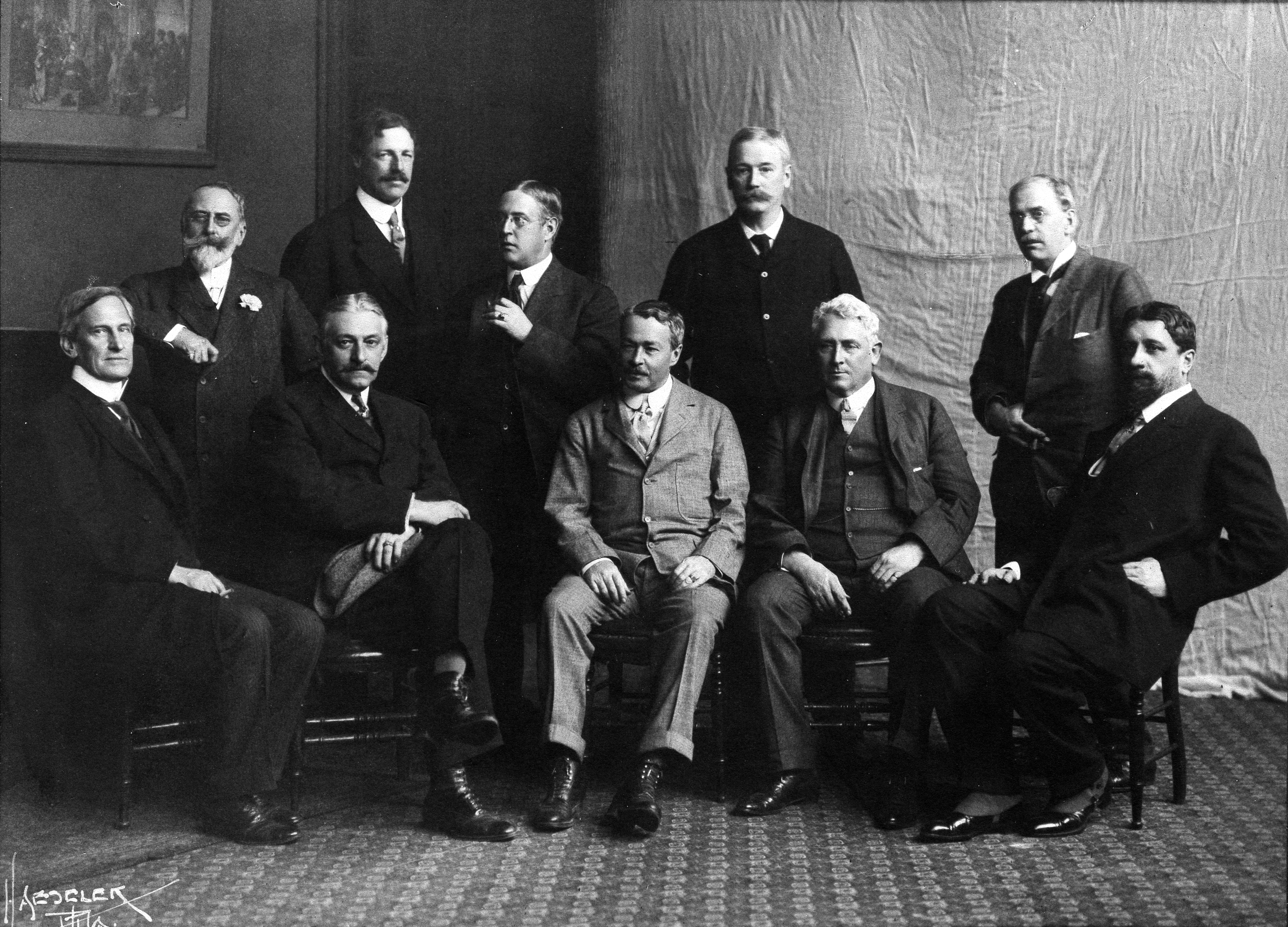
De tien in 1908

De Ten American Painters, ook bekend als The Ten waren tien Amerikaanse kunstschilders, die de Society of American Artists eind 1897 verlieten, uit protest tegen de commercialisering van de tentoonstellingen van deze groep en hun circusachtige sfeer. De Society was zelf een afsplitsing van de National Academy of Design twintig jaar eerder, om een progressieve beweging te worden, geleid door Thomas Eakins, Mary Cassatt, John Singer Sargent, James McNeill Whistler en Winslow Homer.
De tien schilders waren Childe Hassam, J. Alden Weir, John Henry Twachtman, Robert Reid, Willard Metcalf, Frank Weston Benson, Edmund Charles Tarbell, Thomas Wilmer Dewing, Joseph DeCamp en Edward Simmons. Abbott Handerson Thayer en Winslow Homer werd gevraagd zich bij de groep aan te sluiten, maar deden dat niet. Toen Twachtman in 1902 stierf kwam William Merritt Chase in zijn plaats. Alle tien waren actief in New York of Boston. Ze werden over het algemeen beschouwd als succesvolle exponenten van het impressionisme. 
In hun handvest spraken zij af om uit de Society te treden en hun eigen jaarlijkse tentoonstelling houden, uit protest tegen de nadruk die de Society in hun ogen legde op "te veel commercie en te weinig kunst". Van haar kant, beweerde de Society dat het mild omging met andersdenkenden. Sommige leden vonden echter dat Society zou moeten staan voor de "traditionele kunst" en niet moest meegaan met elke voorbijgaande kunstbeweging. Zij vonden het beter om andersdenkenden te laten gaan, in plaats van ze proberen te verzoenen.
Twintig jaar lang hield The Ten een jaarlijkse tentoonstelling. Uiteindelijk viel de groep uiteen, voornamelijk door sterfte onder de leden, maar ook omdat hun werk als reactionair werd beschouwd in vergelijking met het Urban Realisme en andere bewegingen die de aandacht van het publiek trok.